# Hypoxis curtissii
Hypoxis curtissii là một loài thực vật có hoa trong họ Hypoxidaceae. Loài này được Rose mô tả khoa học đầu tiên năm 1903.